# Consilier al Președintelui Statelor Unite ale Americii
Consilierul președintelui este un asistent de rang înalt al președintelui Statelor Unite ale Americii și un membru superior al of the Biroului Executiv al președintelui.

## Istoric
Poziția a fost creată în timpul administrației lui Richard Nixon, care i-a atribuit un rang de membru de cabinet. Acest rang a rămas valabil până în 1993. În perioada președinției lui Nixon, nu mai puțin de opt persoane au deținut această funcție, uneori existând doi sau trei „consilieri ai președintelui” în același timp. 
În mandatul președintelui Gerald Ford postul a fost ocupat concomitent de Robert Hartmann și John O. Marsh, Rogers Morton alăturându-li-se pentru scurtă vreme la începutul anului 1976.
Poziția a rămas vacantă în timpul administrației lui Jimmy Carter, deoarece Carter a lăsat mai multe posturi neocupate la Casa Albă (precum cel de Șef de cabinet) și a preferat un corp mai redus de consilieri.
Edwin Meese a deținut poziția în timpul primului mandat la președintelui Ronald Reagan și a fost un personaj foarte influent la Casa Albă. Meese, șeful de cabinet James Baker și șeful adjunct de cabinet Michael Deaver erau porecliți „The Troika” (Triumviratul) și considerați cei mai importanți sfătuitori ai președintelui. Meese a devenit Procuror General în cel de-al doilea mandat al lui Reagan, iar postul de Consilier al președintelui a rămas vacant.
Poziția a continuat să fie vacantă și în primii trei ani ai mandatului președintelui George H.W. Bush. În 1992, ea a fost ocupată de Clayton Yeutter, după ce acesta a demisionat din funcția de președinte al Comitetului Național Republican.
Pe timpul administrației Bill Clinton postul a devenit concentrat mai mult pe partea de comunicare. Doi dintre consilierii lui Clinton, David Gergen și Paul Begala, au devenit ulterior analiști politici ai postului de televiziune CNN.
În cele două mandate ale președintelui George W. Bush consilierii s-au ocupat de comunicare, relația cu media, redactarea discursurilor și birourile de presă.
În perioada administrației Barack Obama poziția a fost inițial abolită, iar îndatoririle biroului transferate celor trei consilieri superiori: David Axelrod, Pete Rouse, și Valerie Jarrett, care deținea și titlul de „Asistent al președintelui pentru relații interguvernamentale și legătura cu publicul”. Pe 6 ianuarie 2011, președintele Obama l-a numit pe Rouse consilier al președintelui, funcție din care era responsabil cu asistența acordată președintelui și șefului de cabinet al Casei Albe pentru gestionarea de zi cu zi a activităților personalului de conducere a Casei Albe. John Podesta a fost ultima persoană care a deținut această funcție în timpul administrației Obama, înainte de a demisiona pentru a se alătura campaniei prezidențiale ale lui Hillary Clinton, în calitate de șef de campanie.
La scurtă vreme după alegerile din 2016, președintele-ales Donald Trump și-a anunțat intenția de a-l numi pe Stephen Bannon consilier superior. Bannon a primit și titlul suplimentar de „strateg șef”. Ulterior, Trump a numit-o pe Kellyanne Conway al doilea consilier al său.

## Lista Consilierilor Președintelui

Președintele Reagan la o întâlnire de cabinet la Biroul Oval în timpul primei sale zile în funcție. În prim plan, în stânga, consilierul președintelui Edwin Meese.

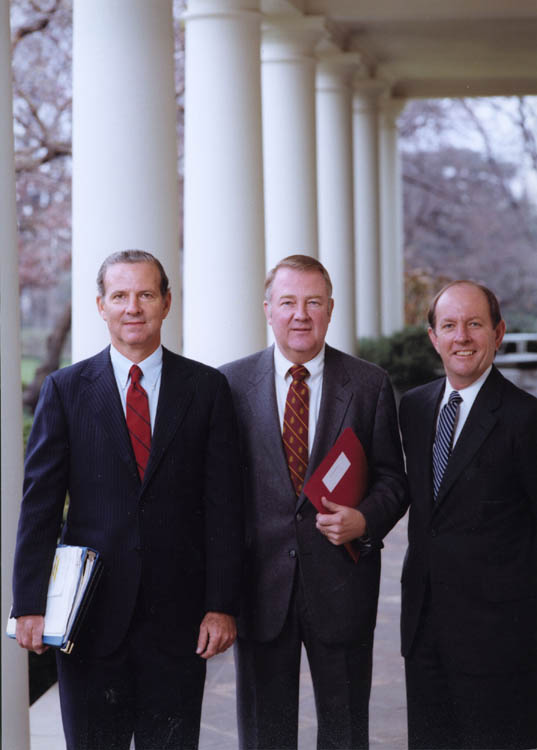
„Troika”. De la stânga la dreapta: șeful de cabinet al Casei Albe James Baker, consilierul președintelui Ed Meese și șeful adjunct de cabinet al Casei Albe Michael Deaver la Casa Albă, 2 decembrie 1981.

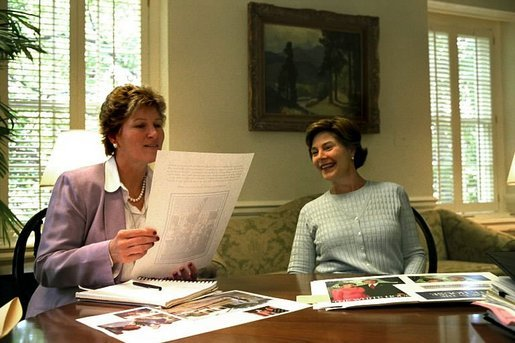
Consilierul președintelui Karen Hughes și Prima Doamnă Laura Bush, 28 iunie 2002.

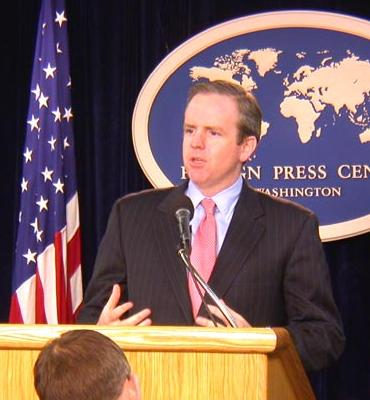
Consilierul președintelui Dan Bartlett discută într-o conferință de presă mesajul privind starea Uniunii al președintelui George W. Bush, 3 februarie 2005.

Consilierul președintelui Ed Gillespie (dreapta) și șeful de cabinet al vicepreședintelui David Addington dezbat un document, 5 decembrie 2007.

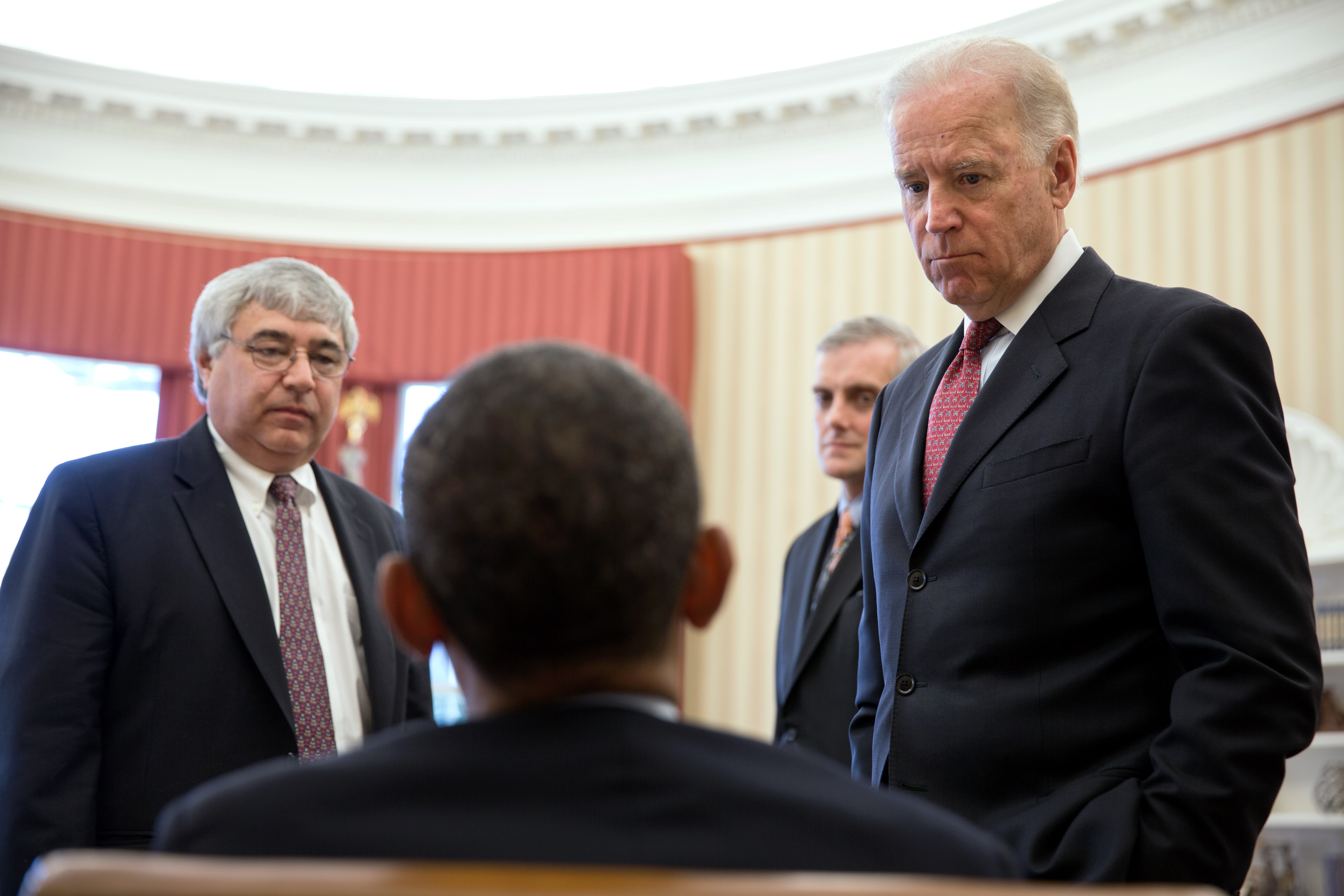
Consilierul președintelui Pete Rouse, șeful de cabinet Denis McDonough și vicepreședintele Joe Biden discută cu președintele Barack Obama, 2 aprilie 2013.

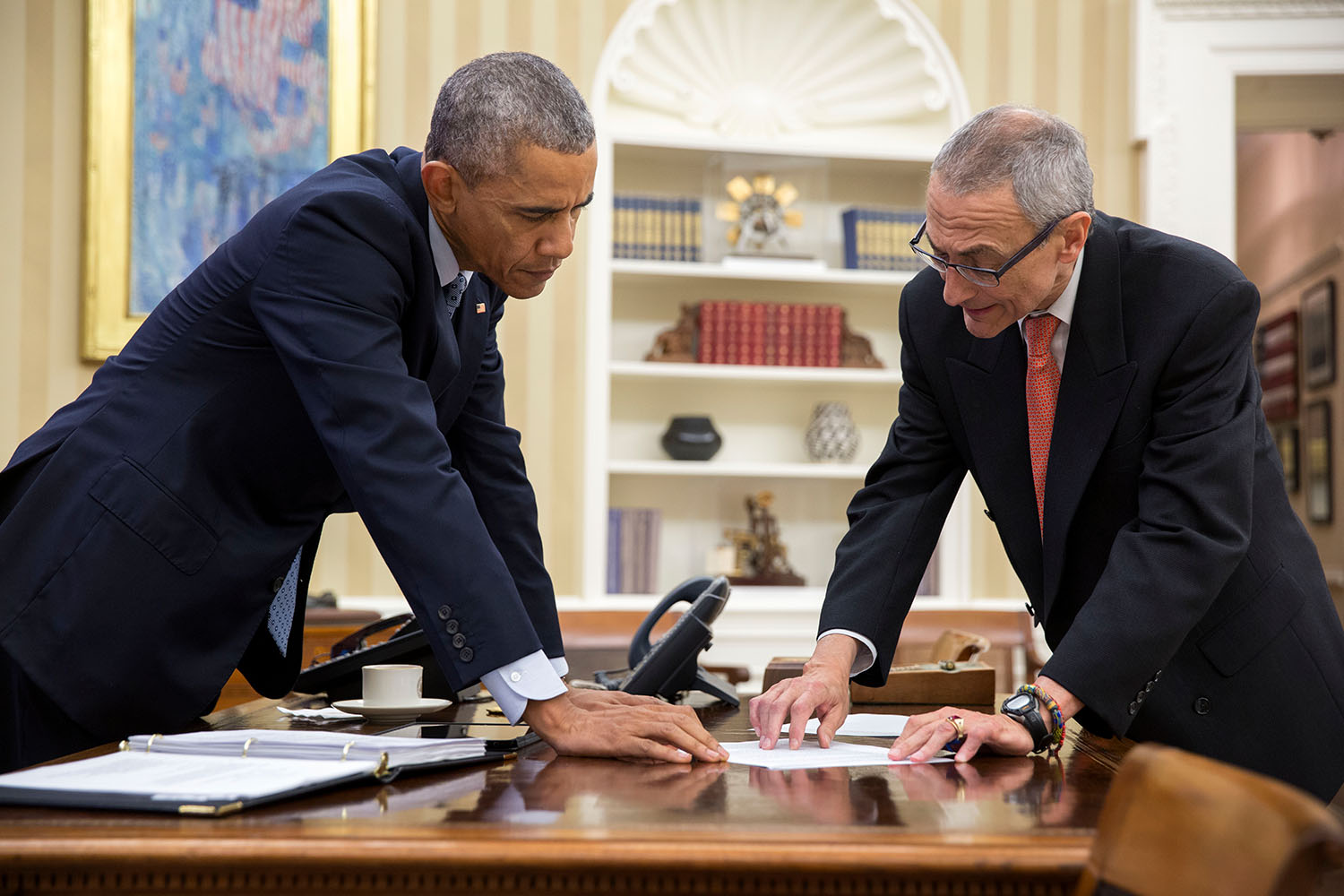
Consilierul președintelui John Podesta analizează un document cu președintele Obama în Biroul Oval, 29 ianuarie 2015.

| Consilier | Consilier        | Consilier                                                                 | Partid     | Perioadă                              | Președinte                   |
| --------- | ---------------- | ------------------------------------------------------------------------- | ---------- | ------------------------------------- | ---------------------------- |
|           | Arthur Burns     | Arthur F. Burns (1904–1987)                                               | Republican | 20 ianuarie 1969 – 5 noiembrie 1969   | Richard Nixon (1969–1974)    |
|           | Pat Moynihan     | Pat Moynihan (1927–2003)                                                  | Democrat   | 5 noiembrie 1969 – 31 decembrie 1970  | Richard Nixon (1969–1974)    |
|           | Bryce Harlow     | Bryce Harlow (1916–1987)                                                  | Republican | 5 noiembrie 1969 – 9 decembrie 1970   | Richard Nixon (1969–1974)    |
|           | Robert Finch     | Robert Finch (1925–1995)                                                  | Republican | 23 iunie 1970 – 15 decembrie 1972     | Richard Nixon (1969–1974)    |
|           | Donald Rumsfeld  | Donald Rumsfeld (născut 1932)                                             | Republican | 11 decembrie 1970 – 15 octombrie 1971 | Richard Nixon (1969–1974)    |
|           | Anne Armstrong   | Anne Armstrong (1927–2008)                                                | Republican | 19 ianuarie 1973 – 18 decembrie 1974  | Richard Nixon (1969–1974)    |
|           |                  | Dean Burch (1927–1991)                                                    | Republican | 8 martie 1974 – 31 decembrie 1974     | Richard Nixon (1969–1974)    |
|           | Kenneth Rush     | Kenneth Rush (1910–1994)                                                  | Republican | 29 mai 1974 – 19 septembrie 1974      | Richard Nixon (1969–1974)    |
|           |                  | Robert Hartmann (1917–2008)                                               | Republican | 9 august 1974 – 20 ianuarie 1977      | Gerald Ford (1974–1977)      |
|           | John O. Marsh    | John O. Marsh (născut 1926)                                               | Democrat   | 9 august 1974 – 20 ianuarie 1977      | Gerald Ford (1974–1977)      |
|           |                  | Rogers Morton (1914–1979)                                                 | Republican | 2 februarie 1976 – 1 aprilie 1976     | Gerald Ford (1974–1977)      |
| Vacant    | Vacant           | Vacant                                                                    | Vacant     | 20 ianuarie 1977 – 20 ianuarie 1981   | Jimmy Carter (1977–1981)     |
|           | Edwin Meese      | Edwin Meese (născut 1931)                                                 | Republican | 20 ianuarie 1981 – 25 februarie 1985  | Ronald Reagan (1981–1989)    |
| Vacant    | Vacant           | Vacant                                                                    | Vacant     | 25 februarie 1985 – 1 februarie 1992  | Ronald Reagan (1981–1989)    |
| Vacant    | Vacant           | Vacant                                                                    | Vacant     | 25 februarie 1985 – 1 februarie 1992  | George H.W. Bush (1989–1993) |
|           | Clayton Yeutter  | Clayton Yeutter (1930–2017)                                               | Republican | 1 februarie 1992 – 20 ianuarie 1993   |                              |
| Vacant    | Vacant           | Vacant                                                                    | Vacant     | 20 ianuarie 1993 – 29 mai 1993        | Bill Clinton (1993–2001)     |
|           | David Gergen     | David Gergen (născut 1942)                                                | Republican | 29 mai 1993 – 10 iunie 1994           | Bill Clinton (1993–2001)     |
| Vacant    | Vacant           | Vacant                                                                    | Vacant     | 10 iunie 1994 – 17 iulie 1994         | Bill Clinton (1993–2001)     |
|           | Mack McLarty     | Mack McLarty (născut 1946)                                                | Democrat   | 17 iulie 1994 – 30 iunie, 1998        | Bill Clinton (1993–2001)     |
|           |                  | Bill Curry (născut 1951)                                                  | Democrat   | 21 februarie 1995 – 20 ianuarie 1997  | Bill Clinton (1993–2001)     |
|           | Paul Begala      | Paul Begala (născut 1961)                                                 | Democrat   | 17 august 1997 – 10 martie 1999       | Bill Clinton (1993–2001)     |
|           |                  | Ann Lewis (născută 1937)                                                  | Democrat   | 10 martie 1999 – 20 ianuarie 2001     | Bill Clinton (1993–2001)     |
|           | Karen Hughes     | Karen Hughes (născută 1956)                                               | Republican | 20 ianuarie 2001 – 8 iulie 2002       | George W. Bush (2001–2009)   |
| Vacant    | Vacant           | Vacant                                                                    | Vacant     | 8 iulie 2002 – 5 ianuarie 2005        | George W. Bush (2001–2009)   |
|           | Dan Bartlett     | Dan Bartlett (născut 1971)                                                | Republican | 5 ianuarie 2005 – 5 iulie 2007        | George W. Bush (2001–2009)   |
|           | Ed Gillespie     | Ed Gillespie (născut 1961)                                                | Republican | 5 iulie 2007 – 20 ianuarie 2009       | George W. Bush (2001–2009)   |
| Vacant    | Vacant           | Vacant                                                                    | Vacant     | 20 ianuarie 2009 – 13 ianuarie 2011   | Barack Obama (2009–2017)     |
|           | Pete Rouse       | Pete Rouse (născut 1946)                                                  | Democrat   | 13 ianuarie 2011 – 1 ianuarie 2014    | Barack Obama (2009–2017)     |
|           | John Podesta     | John Podesta (născut 1949)                                                | Democrat   | 1 ianuarie 2014 – 13 februarie 2015   | Barack Obama (2009–2017)     |
| Vacant    | Vacant           | Vacant                                                                    | Vacant     | 13 februarie 2015 – 20 ianuarie 2017  | Barack Obama (2009–2017)     |
|           | Stephen Bannon   | Steve Bannon Consilier Superior și Strateg Șef (născut 1953)              | Republican | 20 ianuarie 2017 – 18 august 2017     | Donald Trump (2017–2021)     |
|           | Kellyanne Conway | Kellyanne Conway (născută 1967)                                           | Republican | 20 ianuarie 2017 – 31 august 2020     | Donald Trump (2017–2021)     |
|           |                  | Dina Powell Consilier Superior pentru Inițiative Economice (născută 1973) | Republican | 15 ianuarie 2017 – 12 ianuarie 2018   | Donald Trump (2017–2021)     |
|           | Johnny DeStefano | Johnny DeStefano (născut 1979)                                            | Republican | 9 februarie 2018 – 24 mai 2019        | Donald Trump (2017–2021)     |
|           | Hope Hicks       | Hope Hicks (născută 1988)                                                 | Republican | 9 martie 2020 – 12 ianuarie 2021      | Donald Trump (2017–2021)     |
|           | Derek Lyons      | Derek Lyons                                                               | Republican | 20 mai 2020 – 20 ianuarie 2021        | Donald Trump (2017–2021)     |
|           | Steve Ricchetti  | Steve Ricchetti                                                           | Democrat   | 20 ianuarie 2021 – prezent            | Joe Biden (2021–prezent)     |
|           | Jeffrey Zients   | Jeffrey Zients (născut 1966)                                              | Democrat   | 20 ianuarie 2021 – 4 aprilie 2022     | Joe Biden (2021–prezent)     |